# TheGenealogist
TheGenealogist — веб-сайт по семейной истории, который предоставляет исследователям подписку для помощи в поиске генеалогических записей в Великобритании. Сайт находится в ведении компании Genealogy Supplies (Jersey) Ltd, входящей в группу S&N. К своим достижениям компания относит полную расшифровку переписей населения Англии и Уэльса с 1841 по 1911 год включительно.

## История
Появление сайта TheGenealogist было вызвано необходимостью опубликовать индексы переписи населения Великобритании 2002 года, а также у его истоков стоит первоначальный добровольный проект индексации переписи 1891 года под названием UK Indexer.
Этот волонтерский проект, расположенный по адресу www.ukindexer.co.uk, оказался очень популярным и стал полезным хобби для семейных историков, которые помогали предоставлять качественные и точные данные, использовавшиеся в дальнейшем на сайте TheGenealogist.
По мере развития проекта стала очевидной необходимость разместить на сайте на коммерческой основе полный спектр расшифрованных записей всех переписей, и Сьюзан и Найджел Бейли в 2006 году создали компанию Genealogy Supplies (Jersey) Ltd. Эта компания была основана ими с целью превратить TheGenealogist в ведущий веб-сайт по семейной истории. Найджел Бейли — автор многих статей в области генеалогии, а также опубликовал книгу «Компьютерная генеалогия» (Computer Aided Genealogy). Компания создала службы сканирования и транскрипции на своей базе в Джерси, сосредоточив основное внимание на переписях населения Англии и Уэльса и записях актов гражданского состояния. Была продолжена работа с разнообразными архивами и семейно-историческими обществами, в результате чего была собрана уникальная коллекция документов.
Постепенно на сайт добавлялось всё больше баз данных и архивных записей, что в итоге позволило дать доступ ко всем существующим записям переписи населения Англии и Уэльса с 1841 по 1911 год и индексам регистрации актов гражданского состояния.
Сайт TheGenealogist управляет множеством проектов по оцифровке, которые в прошлом включали в себя завещания из Прерогативного суда архиепископа Кентерберийского и коллекции неформальных записей из Национального архива Великобритании.
Основные коллекции включают:
- Полные индексы рождений, браков и смертей с 1837 по 2005 год (Англия и Уэльс)[8][12]
- Полные переписи между 1841 и 1911 годами (Англия и Уэльс) с некоторыми более ранними индексами[13]
- Приходские архивные записи[14]
- Неформальные и нецерковные архивные записи[11][15]
- Завещания[16]
- Военные архивные записи[17][18], списки награжденных[19] и базу данных военных мемориальных архивных записей[20]
- Профессиональные архивные записи[21]
- Газеты и журналы[22], включая The Illustrated London News
- Справочники[23]
- Международные архивные записи[24]

## Переписи населения
TheGenealogist предоставляет полный доступ ко всем имеющимся архивным записям переписи населения Англии и Уэльса с 1841 по 1911 год.
В 2012 году компания Genealogy Supplies (Jersey) Ltd получила лицензию на публикацию результатов переписи населения Англии и Уэльса 1911 года, которая была добавлена на сайт в мае.

## Особенности
В настоящее время на сайте TheGenealogist имеется широкий выбор архивных записей, связанных с переписями, регистрацией рождений, браков и смертей, завещаний, справочников и других записей. Существует ряд вариантов оплаты или подписки, дающих доступ к разным уровням данных в рамках услуги подписки. TheGenealogist обеспечивает поиск архивных записей по человеку, семье или по адресу. Существует также возможность построить генеалогическое древо в Интернете.
На сайте TheGenealogist есть несколько различных генеалогических деревьев, доступных для просмотра в разделе статей, который включает в себя генеалогические деревья знаменитостей, представленных в известной телепрограмме BBC «Родословная семьи», включая Хью Куарши, Эмилию Фокс, Патрика Стюарта и Лена Гудмана.